# Vidoje Žarković

Vidoje Žarković

Vidoje Žarković ( Plužine, 10 de junho de 1927 – Belgrado, 29 de setembro de 2000) foi um político comunista da República Socialista de Montenegro.

## Biografia
Ele foi presidente do Conselho Executivo de Montenegro (1967-1969), presidente da Assembleia Popular de Montenegro – membro da Presidência da SFR Jugoslávia – secretário do Comité Central da Liga dos Comunistas de Montenegro (1984) e presidente do Presidium da Liga dos Comunistas da Jugoslávia (1985–86).